# 薩川昭夫
薩川 昭夫（さつかわ あきお、1962年1月5日 - ）は、日本の脚本家、映画編集者。日本シナリオ作家協会会員。兵庫県立伊川谷高等学校、早稲田大学第一文学部卒業。

## 参加作品

### テレビアニメ
- ふしぎの海のナディア（1990年） - 編集
- 新世紀エヴァンゲリオン（1995年） - 脚本
- ギルガメッシュ（2003年） - シリーズ構成・脚本

### OVA
- ニューイヤー星調査行（1990年） - 編集
- ポストの中の明日（1990年） - 編集
- おたくのビデオ（1991年） - カッティング

### 劇場アニメ
- 新世紀エヴァンゲリオン劇場版 シト新生（1997年） - 「DEATH編」構成・脚本
- 新世紀エヴァンゲリオン劇場版 Air/まごころを、君に（1997年） - 友情編集
- ヱヴァンゲリヲン新劇場版:序（2007年） - 脚本協力
- ヱヴァンゲリヲン新劇場版:破（2009年） - 脚本協力

### テレビドラマ
- ウルトラマンティガ『花』『夢』（1996年） - 脚本
- 私立探偵 濱マイク（2002年） - 脚本

### 実写映画
- 屋根裏の散歩者（1994年、実相寺昭雄監督） - 脚本
- 押繪と旅する男（1994年、川島透監督） - 脚本
- D坂の殺人事件（1998年、実相寺昭雄監督） - 脚本
- ラブ&ポップ（1998年、庵野秀明監督） - 脚本
- 乱歩地獄『鏡地獄』（2005年、実相寺昭雄監督） - 脚本